# Eberhard von der Recke von der Horst

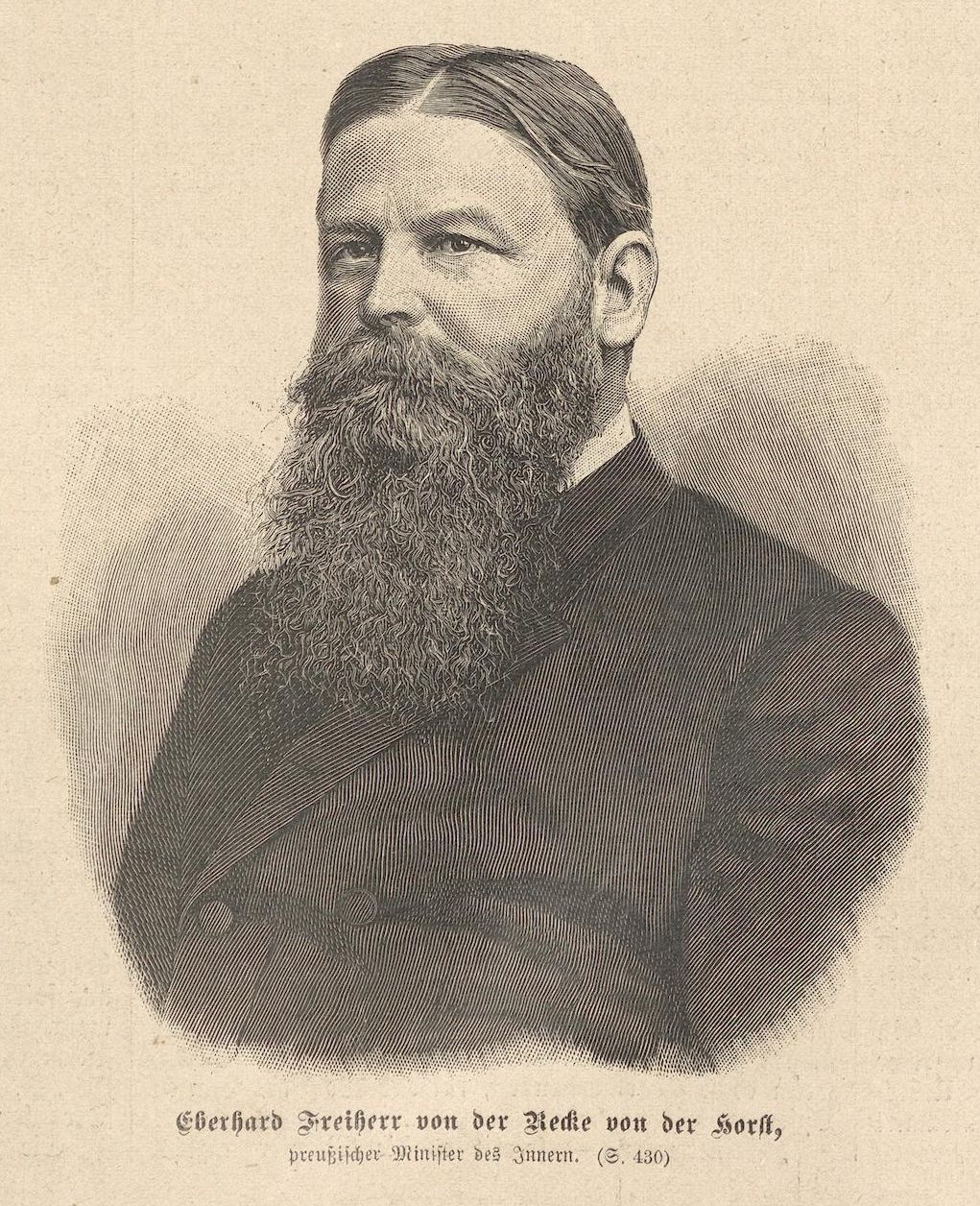
Eberhard von der Recke von der Horst im Jahre 1896

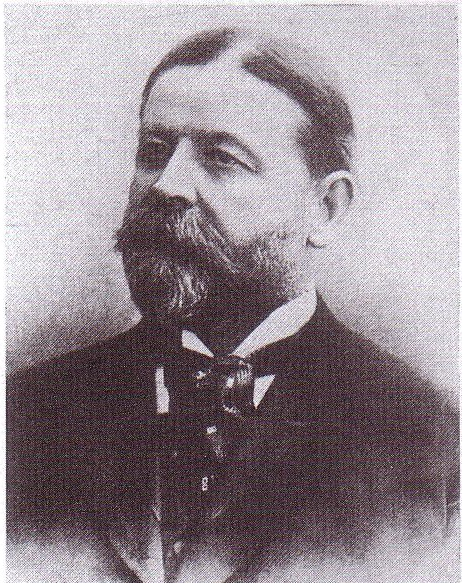
Eberhard von der Recke von der Horst

Gustav Wilhelm Eberhard Freiherr von der Recke von der Horst (* 2. April 1847 in Berlin; † 16. Februar 1911 in Münster) war ein deutscher Verwaltungsjurist und Politiker.

## Herkunft
Er entstammte altem westfälischen Adel und war der Sohn des Wirklichen Geheimen Oberfinanzrates August Ludwig von der Recke von der Horst (* 15. November 1809; † 26. Dezember 1869) und dessen Ehefrau Bertha Krönigk (* 27. Februar 1812; † 5. November 1887).

## Leben
Von der Recke studierte von 1864 bis 1867 Rechtswissenschaft an der Friedrich-Wilhelms-Universität Berlin und der Ruprecht-Karls-Universität Heidelberg. Er nahm am Deutsch-Französischen Krieg 1870/71 als Reserveoffizier im 2. Gardedragonerregiment teil. Nach dem Referendariat am Berliner Kammergericht war er bis 1875 Gerichtsassessor an verschiedenen Kreisgerichten.
Von 1877 bis 1881 amtierte er als Landrat im Kreis Eckernförde, bevor er bis 1885 im preußischen Innenministerium verschiedene Funktionen ausübte.
Anschließend war er bis 1889 Regierungspräsident im Regierungsbezirk Königsberg und wechselte 1889 in gleicher Funktion in die Rheinprovinz nach Düsseldorf. Von dort wurde er 1895 zum preußischen Innenminister berufen und übte dieses Amt bis 1899 aus. Das von ihm initiierte Kleine Sozialistengesetz („lex Recke“), dass vor allem gegen die Sozialdemokraten gerichtet war, scheiterte 1897 im Preußischen Abgeordnetenhaus.
Bevor er in den Ruhestand trat, übernahm er bis 1911 die Funktion des Oberpräsidenten der Provinz Westfalen.
Eberhard von der Recke von der Horst starb 1911 im Alter von 64 Jahren in Münster und wurde auf dem Alten St.-Matthäus-Kirchhof in Schöneberg bei Berlin beigesetzt. Seine Witwe Maria geb. von Laer hatte hierfür ein Erbbegräbnis erworben und ließ dort später vom Baumeister Carl Mittag ein dreiachsiges Wandgrab aus Klinker und Sandstein errichten, das erhalten geblieben ist. Die Anlage beeindruckt vor allem durch das kunstvoll herausgearbeitete Familienwappen. Ein Teil des Skulpturenschmucks ist allerdings verloren gegangen.

## Familie
Er heiratete am 14. Oktober 1885 Maria von Laer (* 5. April 1866; † 6. November 1945). Das Paar hatte mehrere Kinder:
- Margarete (1887–1946)
- Gertrud (* 1889)
- Katharina (Käte) (1891–1973)
- Bertha (1896–1969)